# 訃報 1979年11月
訃報 1979年11月（ふほう 1979ねん11がつ）では、1979年（昭和54年）11月中に物故した、又は物故が報じられた人物についてまとめる。

## （1日 - 15日）

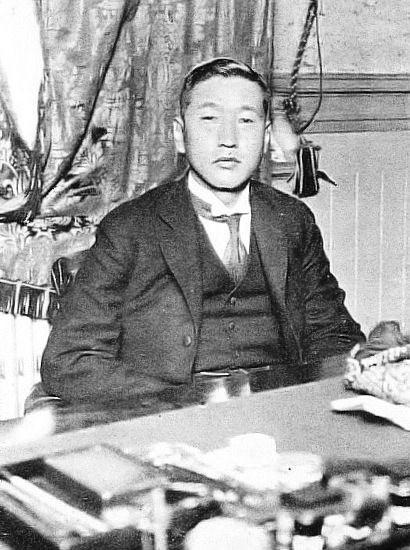
堀切善次郎／11月1日没

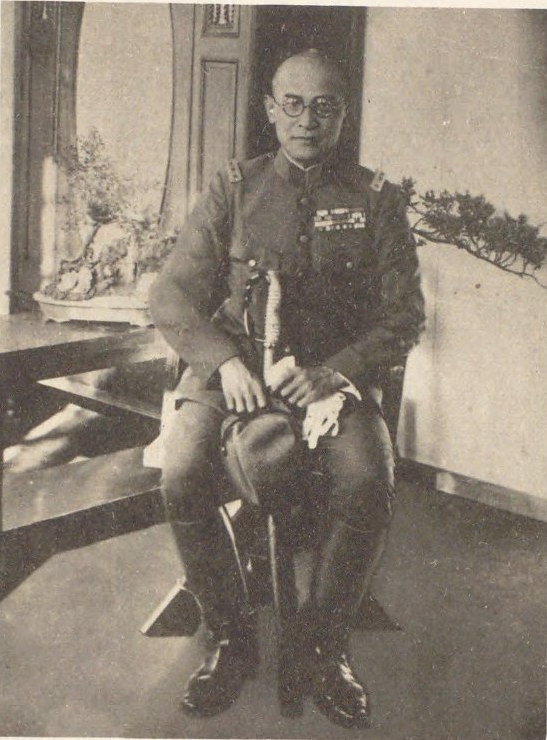
澄田らい四郎／11月3日没

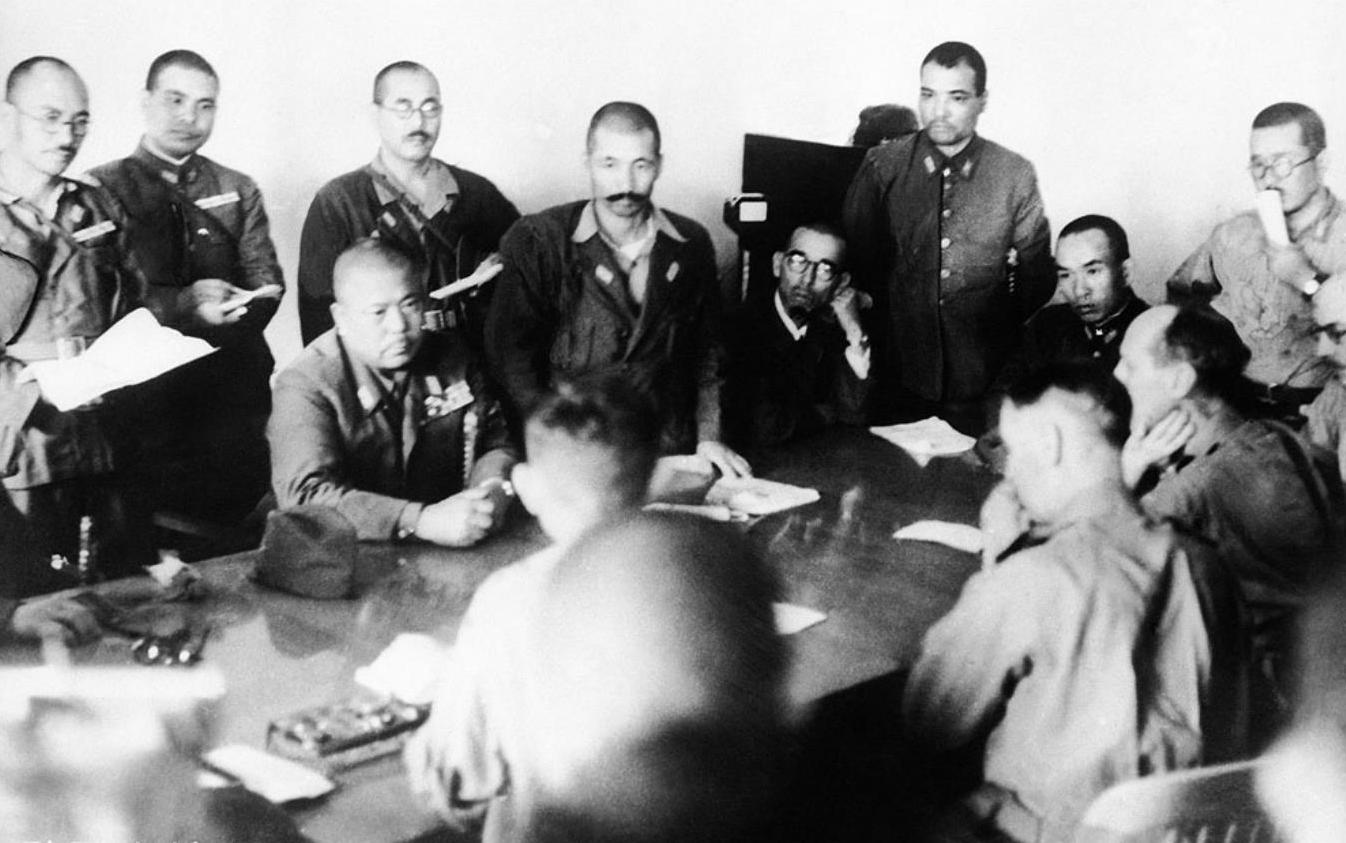
馬奈木敬信（前列左から3人目）／11月4日没

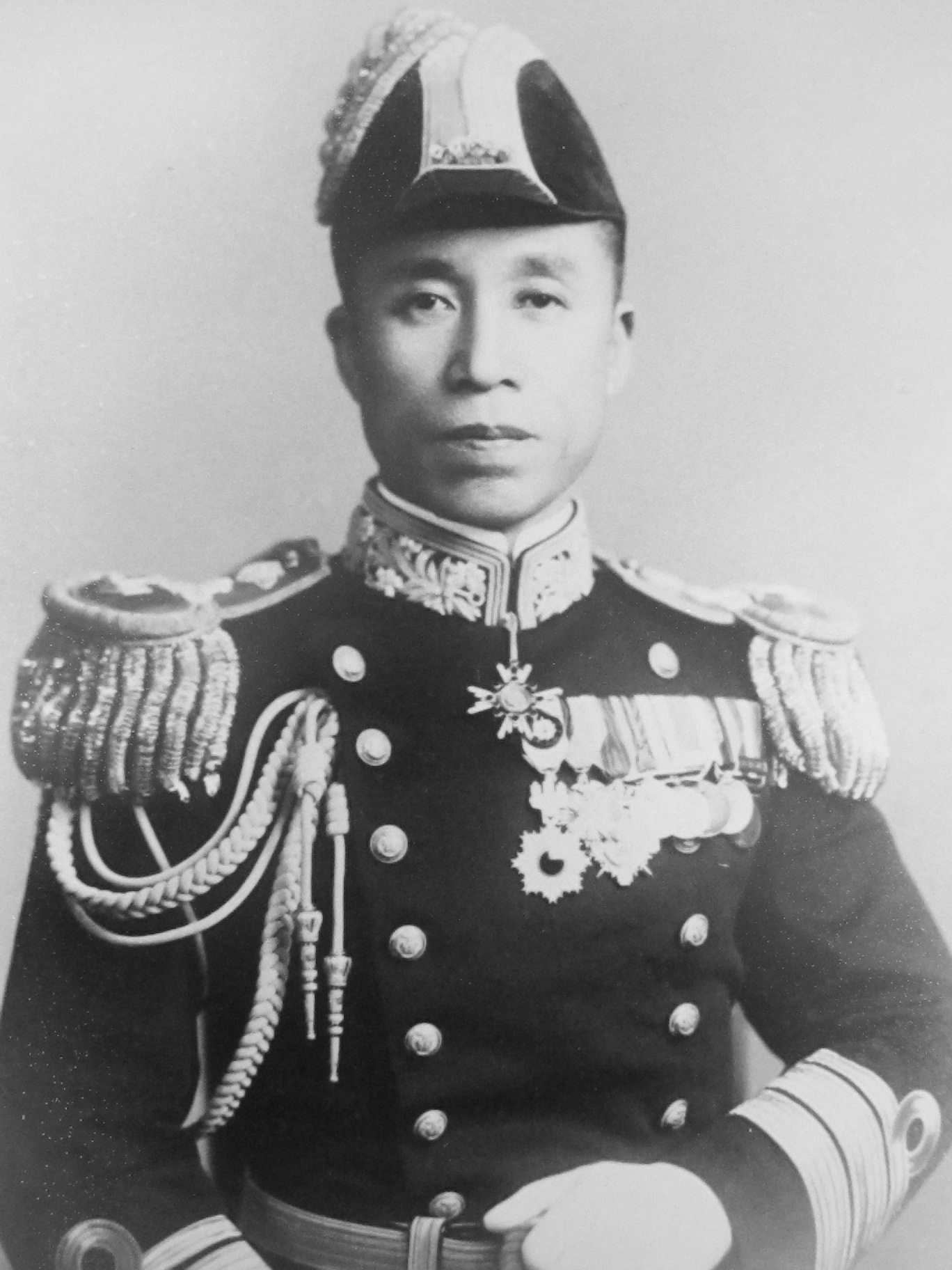
中山道源／11月8日没

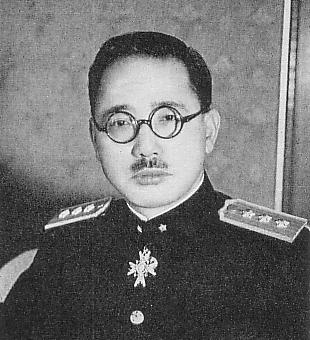
萱場軍蔵／11月15没

- 11月1日 - 堀切善次郎、政治家（* 1884年）
- 11月2日 - 澄田らい四郎、陸軍軍人（* 1890年）
- 11月2日 - 杵淵直知、ピアノ調律師（* 1925年）
- 11月4日 - 馬奈木敬信、陸軍軍人（* 1894年）
- 11月6日 - 大下大蔵、実業家・フマキラー創業者（* 1894年）
- 11月7日 - 池田健太郎、ロシア文学者（* 1929年）
- 11月8日 - 中山道源、海軍軍人（* 1887年）
- 11月9日 - 沢田ひさ、女性政治家・女性解放運動家（* 1897年）
- 11月12日 - 久野村桃代、陸軍軍人（* 1893年）
- 11月14日 - 佐藤正能、教育者・ドイツ法学者（* 1901年）
- 11月15日 - 萱場軍蔵、内務官僚（* 1893年）

## （16日 - 30日）

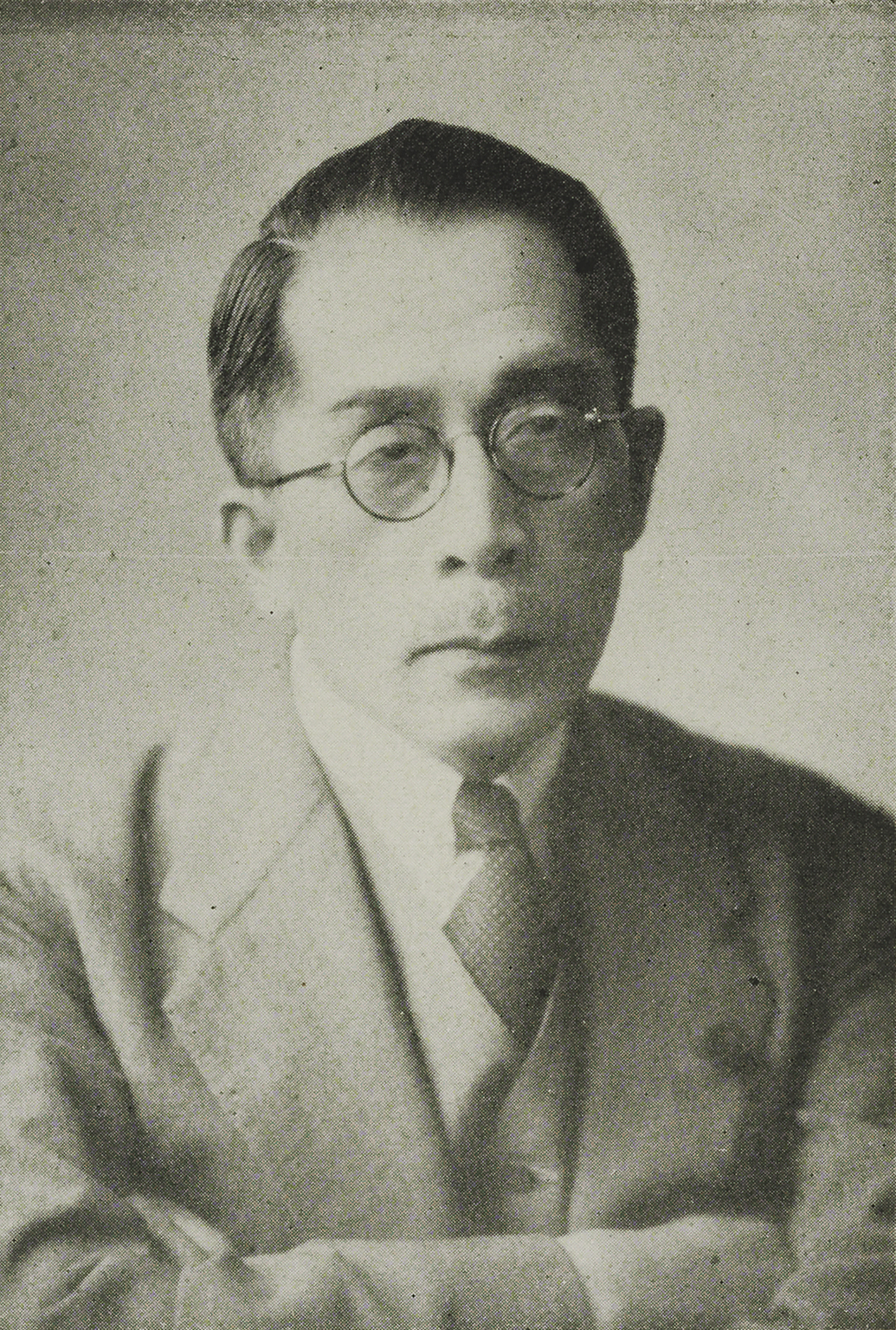
千葉三郎／11月29日没

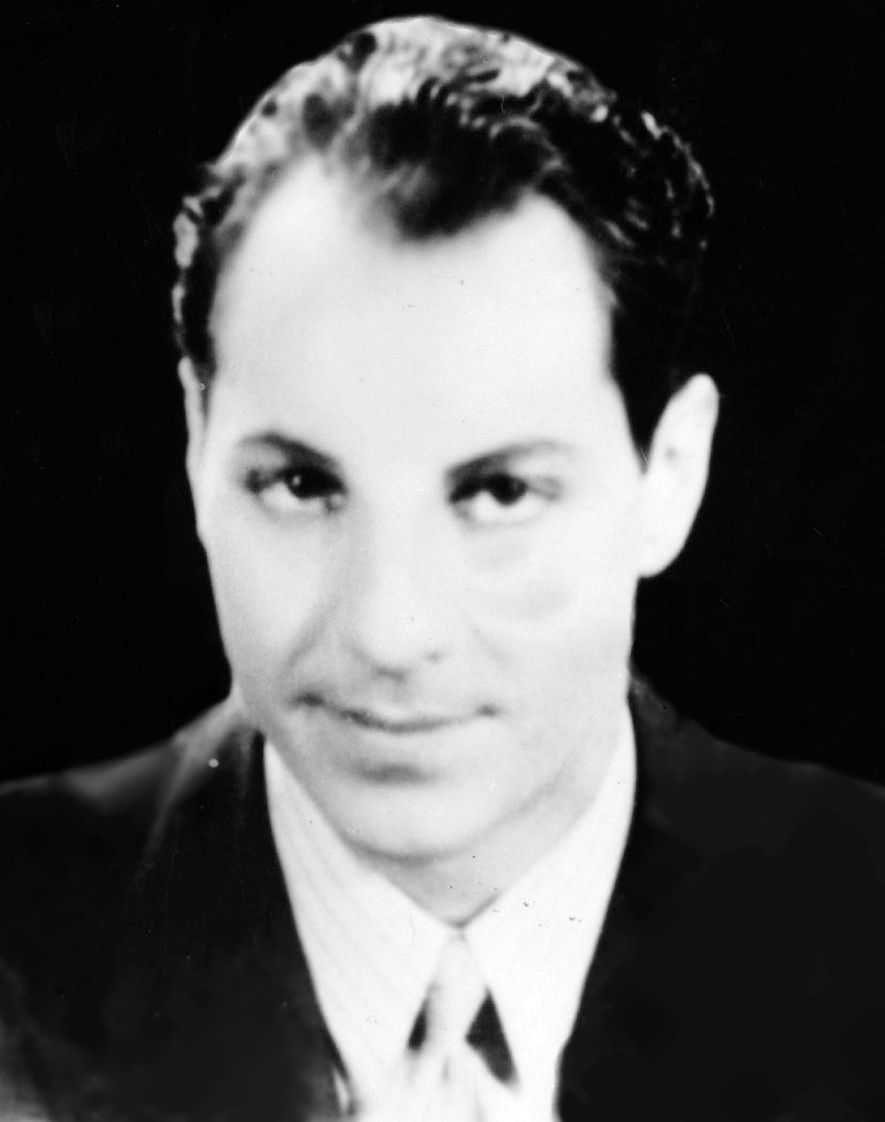
ゼッポ・マルクス／11月30日没

- 11月20日 - 菅忠道、児童文学研究家（* 1909年）
- 11月23日 - 金湊仁三郎、大相撲力士（* 1908年）
- 11月23日 - 大塚高信、英語学者（* 1897年）
- 11月26日 - 土居光知、英文学者・古典学者（* 1886年）
- 11月29日 - 千葉三郎、政治家（* 1894年）
- 11月30日 - 陶山巌、出版事業家（* 1904年）
- 11月30日 - ゼッポ・マルクス、コメディアン・マルクス兄弟（* 1901年）